# Висоцька волость
Висоцька волость — адміністративно-територіальна одиниця Рівненського повіту Волинської губернії Російської імперії. Волосний центр — містечко Висоцьк.

## У складі Російської імперії
Станом на 1885 рік складалася з 16 поселень, 15 сільських громад. Населення — 7768 осіб (3861 чоловічої статі та 3907 — жіночої), 518 дворових господарства.
Основні поселення волості:
- Висоцьк — колишнє власницьке містечко при річці Горинь за 160 верст від повітового міста, 1040 осіб, 125 дворів; волосне правління; православна церква, синагога, єврейський молитовний будинок, школа, постоялий будинок, 5 ярмарок, 2 водяних млини. За 2 версти — колонія Софіївка із кирхою. За 4 версти — садиба Бродець з винокурним заводом та кінним млином. За 25 верст — смоляний завод.
- Біла — колишнє власницьке село, 320 осіб, 28 дворів, кладовищенська каплиця, водяний млин.
- Велюнь — колишнє власницьке село при річці Горинь, 517 осіб, 47 дворів, православна церква, постоялий будинок, кінний млин.
- Золоте — колишнє власницьке село при річці Став, 427 осіб, 52 двори, кладовищенська каплиця, постоялий будинок, водяний млин.
- Лютинськ — колишнє власницьке село при озері Глинище, 525 осіб, 50 дворів, кладовищенська каплиця.
- Озери — колишнє власницьке село при озері Велике, 540 осіб, 51 двір, православна церква, водяний млин, цегельний завод.
- Удрицьк — колишнє власницьке село при річці Горинь, 227 осіб, 22 двори, каплиця, водяний млин, вітряк, кінний млин.

## У складі Польщі
Після окупації поляками Волині волость називали ґміна Висоцк і включили до Сарненського повіту Поліського воєводства Польської республіки. Центром ґміни було містечко Висоцьк.
1 січня 1923 року розпорядженням Ради Міністрів Польщі Висоцька ґміна вилучена з Сарненського повіту і включена до Столінського повіту.
Розпорядженням Міністра внутрішніх справ Польщі від 23 березня 1928 року до ґміни Висоцьк включена більшість території ліквідованої ґміни Теребєжув (крім сіл: Бухличі, Будимля, Глинка, Ольмани, Переброди, Смородськ, Вороння, Теребежів та колоній: Ольманські Кошари й Могильне).
На 1935 рік ґміна складалася з громад:
1. Біла
  - село Біла
  - залізнична станція Біла
  - хутір Перса
2. Хилін
  - селище Хилін
3. Деревна
  - село Деревна
  - фільварок Деревна
  - смолярня Язвінка
4. Городище
  - село Городище
  - хутір Гумно
5. Озери
  - село Озери
  - хутори: Бервочкі, Більськ, Букатиця, Хомче, Червень, Дежа, Дубно, Дубова, Горнатиця, Кобилище, Косяк, Крушина, Купля, Курінь, Лучище, Мокре, Нивки, Осодруш, Осівці, Островське, Перса, Под'яйвениця, Підсік, Поктонка, Повтюкі, Ракувка, Різки, Ричина, Садище, Струшко, Ступище, Свиниця, Верпта, Вісре, Ворсинське, Заброддя, Задоліріє, Закопань, Закруж'є, Закупче, Заморський, Зарудове, Заселище
  - фільварок Озери
  - лісничівки: Штамбон, Забільська
6. Лютинськ
  - село Лютинськ
  - хутір Кошари
  - лісничівка Рівчаки
7. Людинь
  - села: Людинь, Пузня
  - хутір Низини
8. Миляч
  - село Миляч
  - фільварок Миляч-Жадень
9. Озерськ
  - село Озерськ
  - лісничівки: Біла Гора, Лещериське, Озерськ
  - смолярня Броди (Сікалюха)
10. Рудня
  - село Рудня
  - хутір Правосудівка
11. Річиця
  - село Річиця
  - хутір Персквір
12. Шахи
  - хутори: Шахи, Небивальське, Прилоп
  - лісничівка Гранкі
13. Тумень
  - село Тумень
  - хутори: Кам'яна Нива, Кам'яний Острів, Карпова Нива, Кощич, Любоницьк, Пхичин, Подліп'є, Станіславів, Старий Слад, Великий Ліс
  - лісничівка Калиповець
  - фільварки: Любоницьк, Остапово-Любоницьк
14. Удрицьк
  - село Удрицьк
  - хутори: Бірки, Любиша, Остне, Подсуш'є
  - залізнична станція Удрицьк
15. Велюнь
  - село Велюнь
  - хутори: Козаки, Загробля
  - лісничівка Велюнь
16. Висоцьк
  - міське селище Висоцьк
  - село Висоцьк
  - хутори: Бродець, Чорновирка, Борек, Осов'я, Пасіка
  - фільварок Висоцьк
17. Заморочення
  - село Заморочення
  - хутір Заморочення
  - лісничівки: Заморочення, Пруд, В'ясовець
18. Софіївка
  - колонія Софіївка
19. Золоте
  - село Золоте
  - хутори: Золоте, Вигон, Ястжемблі, Садовне
  - смолярня Верх Нового Острова
20. Жадень
  - село Жадень
  - хутори: Хочин, Хочин Миляцький, Баранець, Висока Заросля

## У складі СРСР
27 листопада 1939 року Висоцька волость включена до Сарненського повіту УРСР у процесі випрямлення кордону з БРСР. 17 січня 1940 року ґміна ліквідована через утворення Висоцького району.

## Населення
Станом на 10 вересня 1921 року в гміні налічувалося 1973 будинки та 11 620 мешканців, з них:
- 5699 чоловіків та 5921 жінка;
- 10 927 православних, 397 юдеїв, 158 євангельських християн, 132 римо-католика, 4 греко-католики та 2 будисти;
- 9275 українців, 1773 поляки, 299 євреїв, 154 німці, 86 білорусів та 42 росіянина.